# Segundo de Ispizúa
Segundo de Ispizúa Bajaneta (Bermeo, 1869-Madrid, 1924) fue un escritor, historiador y geógrafo español.

## Biografía
Nació en 1869. Natural de la localidad vizcaína de Bermeo, fue autor de títulos como Historia de los vascos en el descubrimiento, conquista y civilización de América (Bilbao, 2 vol. 1914-15), Bibliografía histórica sudamericana (Bilbao, 1915), La Guerra actual y las doctrinas del vasco Francisco de Vitoria (Bilbao, 1915) y Los Vascos en América (tomos III, IV, V y VI de la anterior Historia, Madrid, 1917-1919). También editó La supresión del obispado de Alaba de Rafael Floranes (2 vol., 1919-20). Miembro de la Real Sociedad Geográfica, falleció el 19 de junio de 1924 en Madrid.